# إيمي هيل
إيمي هيل (بالإنجليزية: Amy Hill)‏ هي دراجة بريطانية، ولدت في 4 يوليو 1995 في نيوبورت في المملكة المتحدة.

## وصلات خارجية
- إيمي هيل على موقع أرشيف الدراجات (الإنجليزية)
- إيمي هيل على موقع إحصائيات الدراجات الإحترافية (الإنجليزية)